# Йоні Ортіо
Йоні Ортіо (фін. Joni Ortio; нар. 16 квітня 1991, Турку) — фінський хокеїст, воротар клубу Лійги «Ессят». Гравець збірної команди Фінляндії.

## Ігрова кар'єра
Хокейну кар'єру розпочав на батьківщині 2009 року виступами за команду ТПС.
2009 року був обраний на драфті НХЛ під 171-м загальним номером командою «Калгарі Флеймс».
За два сезони у складі ТПС Йоні відіграв 18 матчів та встиг відіграти один матч за фарм-клуб «Калгарі Флеймс» «Абботсфорд Гіт» в якому його клуб зазнав поразки 0–6. У сезоні 2011–12 фін зіграв за фарм-клуб 9 ігор та повернувся до ТПС.
Сезон 2012–13 Ортіо провів у складі іншого фінського клубу ГІФК.
Наступного сезону Йоні перебрався до Північної Америки, де спочатку захищав кольори «Аляска Ейсез», а згодом «Абботсфорд Гіт». 3 лютого 2014 його викликали до «Калгарі Флеймс» через травму основого голкіпера Каррі Рямьо. 27 лютого 2014 дебютує в складі «Флеймс» у програному матчі 0–2 проти «Лос-Анджелес Кінгс» на домашній арені Скоушабенк-Седдлдоум. 5 березня фін відсвяткував першу перемогу 4–1 над «Оттава Сенаторс».
Сезон 2014–15 Ортіо розпочав у складі «Адірондак Флеймс». 10 січня 2015 відіграв матч за «Калгарі Флеймс» та здобув свій перший шатаут 1–0.
7 вересня 2016 фін повернувся до Європи, де захищав два роки кольори шведського клубу «Шеллефтео».
8 травня 2018, як вільний агент уклав однорічний контракт з російським клубом «Витязь».
3 жовтня 2019, як вільний агент уклав однорічний контракт з швейцарським клубом «ЦСК Лайонс».
29 травня 2020 уклав однорічний контракт з клубом КХЛ «Барис».
23 травня 2022 року Йоні підписав дворічну угоду з клубом ГВ-71.
16 вересня 2024 року Ортіо підписав контракт з клубом «Ессят».

## На рівні збірних
У складі юніорської збірної Фінляндії бронзовий призер чемпіонату світу. Виступав два роки за молодіжну збірну Фінляндії.
З 2013 виступає за національну збірну Фінляндії, провів 3 гри в її складі.

## Статистика

### Клубні виступи
| Сезон          | Клуб               | Ліга           | Регулярний сезон | Регулярний сезон | Регулярний сезон | Регулярний сезон | Регулярний сезон | Регулярний сезон | Регулярний сезон | Регулярний сезон | Регулярний сезон | Плей-оф | Плей-оф | Плей-оф | Плей-оф | Плей-оф | Плей-оф | Плей-оф | Плей-оф |
| Сезон          | Клуб               | Ліга           | І                | В                | П                | Н/ПО             | Хв               | ПГ               | ІБГ              | ПГГ              | %ВК              | І       | В       | П       | Хв      | ПГ      | ІБГ     | ПГA     | %ВК     |
| -------------- | ------------------ | -------------- | ---------------- | ---------------- | ---------------- | ---------------- | ---------------- | ---------------- | ---------------- | ---------------- | ---------------- | ------- | ------- | ------- | ------- | ------- | ------- | ------- | ------- |
| 2009–10        | ТПС                | СМ-Л           | 3                | 1                | 0                | 0                | 108              | 8                | 0                | 4.45             | .837             | —       | —       | —       | —       | —       | —       | —       | —       |
| 2010–11        | ТПС                | СМ-Л           | 15               | 2                | 7                | 3                | 729              | 38               | 1                | 3.13             | —                | —       | —       | —       | —       | —       | —       | —       | —       |
| 2010–11        | «Абботсфорд Гіт»   | АХЛ            | 1                | 0                | 1                | 0                | 60               | 6                | 0                | 6.03             | .800             | —       | —       | —       | —       | —       | —       | —       | —       |
| 2011–12        | ТПС                | СМ-Л           | 14               | 3                | 6                | 3                | 753              | 33               | 2                | 2.63             | .909             | —       | —       | —       | —       | —       | —       | —       | —       |
| 2011–12        | «Абботсфорд Гіт»   | АХЛ            | 9                | 1                | 4                | 0                | 387              | 19               | 0                | 2.94             | .890             | —       | —       | —       | —       | —       | —       | —       | —       |
| 2012–13        | ГІФК               | СМ-Л           | 54               | 23               | 20               | 9                | 3120             | 126              | 4                | 2.42             | —                | 8       | 3       | 5       | 481     | 20      | 0       | 2.49    | —       |
| 2013–14        | «Аляска Ейсез»     | ХЛСУ           | 4                | 3                | 1                | 0                | 238              | 4                | 2                | 1.01             | .944             | —       | —       | —       | —       | —       | —       | —       | —       |
| 2013–14        | «Абботсфорд Гіт»   | АХЛ            | 37               | 27               | 8                | 0                | 2133             | 83               | 2                | 2.33             | .926             | 4       | 1       | 3       | 250     | 12      | 0       | 2.88    | .915    |
| 2013–14        | «Калгарі Флеймс»   | НХЛ            | 9                | 4                | 4                | 0                | 501              | 21               | 0                | 2.51             | .891             | —       | —       | —       | —       | —       | —       | —       | —       |
| 2014–15        | «Адірондак Флеймс» | АХЛ            | 37               | 21               | 13               | 1                | 2095             | 94               | 4                | 2.69             | .912             | —       | —       | —       | —       | —       | —       | —       | —       |
| 2014–15        | «Калгарі Флеймс»   | НХЛ            | 6                | 4                | 2                | 0                | 333              | 14               | 1                | 2.52             | .908             | —       | —       | —       | —       | —       | —       | —       | —       |
| 2015–16        | «Калгарі Флеймс»   | НХЛ            | 22               | 7                | 9                | 5                | 1187             | 55               | 1                | 2.76             | .902             | —       | —       | —       | —       | —       | —       | —       | —       |
| 2015–16        | «Стоктон Гіт»      | АХЛ            | 20               | 9                | 9                | 0                | 1055             | 59               | 0                | 3.36             | .893             | —       | —       | —       | —       | —       | —       | —       | —       |
| 2016–17        | «Шеллефтео»        | ШХЛ            | 42               | 26               | 15               | 0                | 2459             | 90               | 5                | 2.20             | .918             | 7       | 3       | 4       | 368     | 13      | 1       | 2.12    | .933    |
| 2017–18        | «Шеллефтео»        | ШХЛ            | 31               | 17               | 14               | 0                | 1847             | 74               | 2                | 2.40             | .911             | 16      | 8       | 7       | 911     | 38      | 1       | 2.50    | .921    |
| 2018–19        | «Витязь»           | КХЛ            | 52               | 24               | 22               | 4                | 3011             | 127              | 2                | 2.53             | .922             | 3       | 0       | 2       | 149     | 9       | 0       | 3.61    | .901    |
| 2019–20        | «ЦСК Лайонс»       | НЛА            | 21               | 10               | 6                | 2                | 1237             | 49               | 1                | 2.38             | .917             | —       | —       | —       | —       | —       | —       | —       | —       |
| 2020–21        | «Барис»            | КХЛ            | 32               | 12               | 16               | 2                | 1856             | 79               | 2                | 2.55             | .914             | 6       | 2       | 3       | 279     | 15      | 0       | 3.23    | .883    |
| 2021–22        | «Барис»            | КХЛ            | 39               | 15               | 18               | 5                | 2237             | 102              | 4                | 2.74             | .907             | 4       | 1       | 2       | 179     | 14      | 0       | 4.69    | .870    |
| 2022–23        | ГВ-71              | ШХЛ            | 41               | 18               | 22               | 0                | 2380             | 107              | 1                | 2.70             | .905             | —       | —       | —       | —       | —       | —       | —       | —       |
| 2023–24        | ГВ-71              | ШХЛ            | 39               | 13               | 26               | 0                | 2286             | 126              | 1                | 3.31             | .873             | —       | —       | —       | —       | —       | —       | —       | —       |
| Усього в Лійга | Усього в Лійга     | Усього в Лійга | 86               | 29               | 33               | 15               | 4,710            | 205              | 7                | 2.61             | —                | 8       | 3       | 5       | 481     | 20      | 0       | 2.49    | —       |
| Усього в НХЛ   | Усього в НХЛ       | Усього в НХЛ   | 37               | 15               | 15               | 5                | 2,031            | 90               | 2                | 2.66             | .901             | —       | —       | —       | —       | —       | —       | —       | —       |
| Усього в КХЛ   | Усього в КХЛ       | Усього в КХЛ   | 123              | 51               | 56               | 11               | 7,105            | 308              | 8                | 2.60             | .916             | 13      | 3       | 7       | 608     | 38      | 0       | 3.75    | .884    |

### Збірна
| Рік  | Команда   | Турнір  | Місце | І | В | П | Н/OT | Хв  | ПГ | ІБГ | ПГГ  | %ВК  |
| ---- | --------- | ------- | ----- | - | - | - | ---- | --- | -- | --- | ---- | ---- |
| 2009 | Фінляндія | ЮЧС-U18 | 3     | 5 | 3 | 2 | 0    | 309 | 15 | 1   | 2.91 | —    |
| 2010 | Фінляндія | МЧС     | 5-е   | 6 | 3 | 3 | 0    | 318 | 16 | 0   | 3.02 | —    |
| 2011 | Фінляндія | МЧС     | 6-е   | 6 | 2 | 0 | 3    | 354 | 11 | 1   | 1.86 | .931 |
| 2013 | Фінляндія | ЧС      | 4-е   | 3 | 3 | 0 | 0    | 182 | 6  | 0   | 1.98 | .897 |